# Real hondureño
El real hondureño fue la moneda de Honduras hasta 1862. Antes de 1824, el real de la colonia española se encontraba en circulación, seguido por el real de la República Federal de Centroamérica. Dieciséis reales de plata equivalían a un escudo de oro.
El real hondureño fue introducido en 1832. Las monedas fueron emitidas en denominaciones de ½, 1, 2, 4 y 8 reales. Las primeras monedas fueron acuñadas en 33,3 % de plata, pero tras degradación severa de la moneda, hace que en 1853 solo contenga el 4 % de plata. Esto fue siguiendo en 1855 y 1856 por un problema en el cobre y luego de un problema entre 1857 y 1861 en una aleación de cobre y plomo.
El real fue sustituido por el peso en 1862 a un cambio de 8 reales por peso. El real continuó como la subdivisión del peso hasta 1922.